# Фауна
Фауна (по имену римске богиње Фауне) је назив за целокупан животињски свет једног подручја или читаве Земље. Овако широко посматране, фауне се могу сврстати по различитим критеријумима:
систематски (нпр. фауна птица, фауна кишних глиста);
територијално
физичко географски: нпр. фауна Крита;
политичко-административно: фауна Србије;
временски (нпр. фауна Мезозоика);
станишно (нпр. фауна плавних ливада);
утилитарно (нпр. фауна штеточина, фауна ловне дивљачи).
Фауна у ужем смислу означава историјски и коеволуционо узрокован састав животињских заједница одређене територије или акваторије. Фауна је такође и назив за издање у коме је публикован списак животињских врста одређеног подручја.  Томо Скалица средином 19. века користи термине биљинство (флора) и живинство (фауна).